# Oomyzus ellisorum
Oomyzus ellisorum är en stekelart som beskrevs av Graham 1991. Oomyzus ellisorum ingår i släktet Oomyzus och familjen finglanssteklar.
Artens utbredningsområde är Grekland. Inga underarter finns listade i Catalogue of Life.